# Kirche Hl. Sava (Brüssel)
Die Kirche Hl. Sava (serbisch: Црква светог Саве Српског, Crkva svetog Save Srpskog) ist eine serbisch-orthodoxe Kirche in der belgischen Hauptstadt Brüssel. Die Kirche ist dem serbischen Nationalheiligen und Begründer der Serbisch-orthodoxen Kirche, dem Hl. Sava von Serbien geweiht. 
Sie ist die Pfarrkirche der Pfarrei Brüssel im Dekanat Benelux der Eparchie Westeuropa der Serbisch-orthodoxen Kirche, mit Sitz in der französischen Hauptstadt Paris. Die Kathedrale der Eparchie ist ebenfalls dem Hl. Sava geweiht. Bischof der Eparchie Westeuropa ist Luka (Kovačević). 

## Lage
Die Kirche steht in der Rue des Etangs Noirs 110 in Molenbeek-Saint-Jean/Sint-Jans-Molenbeek westlich des Stadtzentrums von Brüssel.

## Geschichte

### Kirchengebäude
Die Kirche wurde von 1924 bis 1925 als römisch-katholische Kirche im Stil der Moderne erbaut und war der Allerheiligen Gottesmutter Maria geweiht. Architekt der Kirche war Victor Degan. Am Vidovdan, dem 28. Juni 2004 wurde sie der Serbisch-orthodoxen Kirche zur Nutzung übergeben. Um die orthodoxe Liturgie richtig zelebrieren zu können, wurde eine reich verzierte Ikonostase aus Eichenholz mit Ikonen in der Kirche eingebaut.
Am 23. September 2010 wurde die Kirche, das Pfarrhaus und der Kirchhof offiziell durch die Unterzeichnung eines Vertrages beim Notar von der Römisch-katholischen Kirche an die Serbisch-orthodoxe Kirche übergeben. Priester der Kirche ist Jakov Marković und Diakon Dušan Marković.

### Pfarrei Hl. Sava in Brüssel
In Brüssel finden seit der Errichtung der Pfarrei im November 1990 regelmäßig serbisch-orthodoxe Gottesdienste statt. Die Pfarrei wurde von den Behörden des Königreichs Belgien anerkannt. Meist fanden die Gottesdienste in Privaträumen statt, da es bis zum Jahre 1999 kein serbisch-orthodoxes Gotteshaus in Brüssel gab.
1999 wurde von dem Priester mit Unterstützung der Kirchgemeinde ein Haus gekauft, in dem eine Kapelle Hl. Sava, ein Kirchensaal und drei Wohnungen zur Vermietung sich befanden. Zurzeit ist das Haus mit der Kapelle an die Georgisch-orthodoxe Kirche vermietet.